# Ficus brenesii
Ficus brenesii är en mullbärsväxtart som beskrevs av Paul Carpenter Standley. Ficus brenesii ingår i släktet fikonsläktet, och familjen mullbärsväxter. Inga underarter finns listade i Catalogue of Life.